# Red Hood
Red Hood (en español Capucha Roja) es un alias que han portado varios personajes de la editorial DC Comics. El más conocido de todos es Jason Todd, quien asume la identidad de Red Hood en la continuidad principal del Universo DC. Otro famoso portador del alias fue el Joker, quien lo utilizó durante sus inicios en el mundo delictivo.

## Red Hood / Joker
La aventura "El Hombre tras la Capucha Roja" aparecida en el Detective Comics #168 1951) contaba como Batman ayudaba en los estudiantes de la escuela de detectives de Gotham contándoles sobre un antiguo caso no resuelto. Un criminal oculto bajo una capucha y capa de color rojo quien finalmente cayó en una fosa con residuos tóxicos mientras huía al interior de una planta química. El hombre se hundió en un vertedero de químicos nocivos y nunca más emergió. Finalmente se descubriría que realmente había huido por un tubo de desagüe, saliendo de allí con la piel blanca y el pelo verde. Ese criminal se convertiría en el Joker.
Tal historia, de Bill Finger, fue dejada de lado durante décadas hasta que el guionista Alan Moore y el dibujante Brian Bolland la tomaron para Batman: The Killing Joke (1988). En tal cómic, Moore cuenta un origen del Joker como una triste víctima circunstancial de una banda criminal que solía disfrazar a un señuelo como el supuesto líder de "la banda de Red Hood".
En el arco "El regreso del Joker" (Batman #450 - #451 de 1990), el supervillano quien se había salvado de la muerte tras lo ocurrido en "Una muerte en la familia" (1989), busca compensar sus inseguridades vistiendo nuevamente, y por una única vez, el traje de Red Hood para investigar a un suplantador que se disfraza de Joker.
En la saga de DC Comics "Zero Hour" de 1992, el caso de Red Hood es eliminado como origen oficial del Joker.
Una historia alternativa y muy distinta a The Killing Joke apareció varios años después en la breve "Case Study" (Black & White Volume Two, 2002) de Paul Dini y Alex Ross, en donde se cuenta algo más cercano a la historia de Bill Finger: Joker era un genio criminal, totalmente cuerdo y una de sus tantas ocurrencias fue jugar a ponerse la máscara de Red Hood. Tras el accidente en la planta de químicos y su nueva apariencia física, el criminal había perdido el imperio delictual que le permitía su anonimato y emprendería una calculada campaña de venganza tras una máscara de locura.
A mediados de la década del 2000, la historia de Red Hood como origen definitivo del Joker se torna oficial, destacando la novela gráfica "El Hombre Que Ríe" (2005) que es una reescritura de la primera aparición del Joker en el Batman # 1 (1940) tomando además los datos del Detective Comics #168 (1951). Además dará paso para que la identidad de "Capucha Roja" pueda ser tomada por otro personaje como se verá en el arco argumental llamado "Under the Hood" (2005).

## Red Hood / Jason Todd
El año 2005 Jason Todd (el segundo Robin) a partir del "Batman #400 (del arco argumental "Under the Hood") Jason muere golpeado por el Joker y después es revivido por Ra's al Ghul posteriormente toma el traje de Red Hood y dos pistolas con afanes vengativos contra Joker y Batman, además de buscar limpiar la ciudad violentamente. Jason cuando revive, se entera de que Bruce Wayne (Batman) nunca lo vengó, se llenó de ira y decidió tomar la identidad de Red Hood, que años atrás había usado el Joker, reviviendo viejos fantasmas en la mente de Bruce. En este cómic, Jason muestra su nueva identidad, y comienza su cruzada para limpiar las calles de Gotham del verdadero mal, usando métodos que Bruce no aprueba. Además se toma revancha de su muerte contra el Joker, dejándolo moribundo después de repetidos golpes con una barra de metal (misma paliza que le dio el Joker antes de matarlo).
Actualmente (dentro de las historias del guionista Grant Morrison) Jason Todd ha utilizado la identidad de Red Hood para ser un luchador contra el crimen pero con métodos sanguinarios (por lo cual es considerado antihéroe). Jason ha sido un gran rival de Batman y de sus demás aliados, ya que ha luchado en varias ocasiones contra Dick Grayson (Nightwing) y Tim Drake (Robin/Red Robin), sin embargo también ha sido un gran aliado para ellos y llega a formar parte de la "Batfamilia".

## Apariciones en otros medios
- En el film Batman de Tim Burton se hace una adaptación del origen del Joker basado en la historia de Red Hood, pero sin utilizar la máscara roja. Lo mismo ocurre en la serie animada Las nuevas aventuras de Batman en un flashback durante el episodio "Mad Love" (1998).

- Un Red Hood/Joker de una realidad alternativa aparece ayudando a Batman en la serie animada Batman: The Brave and the Bold en el episodio "Deep Cover for Batman!" (2009) y, finalmente, una versión más definitiva sobre toda la historia de Red Hood se cuenta en la película animada "Batman: Under The Red Hood" de 2010.

- Jason Todd aparece como Red Hood en Lego Batman 3: Beyond Gotham.

- Red Hood/Jason Todd también aparece en el relanzamiento de DC (2011) "Los nuevos 52" con el título "Red Hood and the Outlaws" como líder del equipo.

- Jason Todd también aparece como el Caballero de Arkham en el videojuego de Batman Arkham Knight de PlayStation 4, Xbox One y Pc, y después de revelarle su identidad a Batman toma de nuevo la máscara de Red Hood.

- En el año 2015, en el capítulo 17 de la primera temporada de la serie de televisión Gotham aparece una nueva versión del origen de Capucha Roja al ponérsela un niño en su cabeza luego de encontrarla junto a un criminal asesinado por la policía, perteneciente a la Banda de la Capucha Roja, que asaltaba bancos y devolvía parte del dinero a la gente común. La serie de televisión, justamente narra la niñez de Batman y de sus futuros villanos.

- En febrero de 2017 aparece como parte de los aliados del Guasón/Joker en The Lego Batman Movie. Pero en si no tiene diálogo en la historia

- En junio de 2017, aparece en el juego de peleas Injustice 2 como personaje descargable. Al enfrentarse con Robin (Damian Wayne) sus diálogos refleja tanto el odio como la rivalidad con Batman e incluso de Jason Todd.
- En el capítulo 2 de la temporada 3 de la serie Titans (2021) Jason Todd fallece a manos del Joker, quién luego es asesinado -al parecer- por Batman. Nightwing y los Titans se instalan en Gotham para luchar contra el crimen en reemplazo de Bruce Wayne quien ha dejado la ciudad que viene siendo aterrorizada por Red Hood, quién finalmente revela ser Jason Todd.￼